# Jesús María López Mauleón
Dom Frei Jesús María López Mauleón, O.A.R. (Mués, 5 de março de 1955)  é o atual e primeiro bispo da Prelazia de Alto Xingu-Tucumã no estado do Pará.

## Biografia
Dom Jesús María López Mauleón, professou os votos solenes na Ordem dos Agostinianos Recoletos em 18 de outubro de 1980 em Marcilla.
Recebeu a ordenação diaconal das mãos de Dom José María Cirarda Lachiondo, arcebispo da Arquidiocese de Pamplona e Tudela em 4 de novembro de 1980 na cidade espanhola de Marcilla.
Foi ordenado presbítero em 18 de julho de 1981 pelas mãos de Dom Alquílio Alvaréz Díez, OAR, então bispo da Prelazia de Marajó. 
Obteve o mestrado em Sagradas Escrituras na Universidade Pontifícia Comillas em 2002.
No curso do ministério sacerdotal, teve as seguintes designações: 
Vigário Paroquial de San Sebastián, Chiclana da Fronteira, Cádiz, Espanha (1982-1986); 
Vigário Paroquial de Santa Rita em Madrid (1987-1991); 
Pároco em Sastago, Saragoça (1991-1994); 
Paróquia de Santa Maria del Aguila em Almería (1994-1997); 
Professor Titular do Bacharelado em Lodosa, Navarra (1997-1999).
Em agosto de 1999 mudou-se para o Brasil, onde executou as atribuições: 
Na Diocese de Tianguá, foi Vigário Paroquial da Paróquia Nossa Senhora dos Prazeres em em Guaraciaba do Norte-CE e Professor de Teologia (1999-2001); 
Na Diocese de Cachoeiro de Itapemirim, foi Vigário Paroquial da Paróquia Nossa Senhora da Consolação, em Cachoeiro de Itapemirim; 
Na Diocese de Franca, foi Pároco de Nossa Senhora de Aparecida, em Franca e professor de Filosofia no Instituto Agostiniano de Filosofia de Franca (2003-2011); 
Vigário Paroquial na Missão Agostiniana Recoleta na Prelazia de Lábrea, foi também Professor de Teologia em Rio Branco-Acre (2001); 
Na Arquidiocese de Fortaleza, foi designado em 8 de setembro de 2011 por Dom José Antonio Aparecido Tosi Marques para estar a frente da então área pastoral São Pedro no bairro da Barra do Ceará em Fortaleza.
Sendo erigida a nova paróquia de São Pedro, foi provisionado como seu primeiro pároco em 29 de maio de 2012. 
Além disso, foi escolhido em 31 de dezembro de 2015 como Vigário Episcopal da Região Episcopal Metropolitana Nossa Senhora da Assunção (uma das nove regiões da Arquidiocese de Fortaleza), ofício que exerceu até sua eleição episcopal.
Sua nomeação como bispo-prelado da recém criada Prelazia de Alto Xingu-Tucumã foi anunciada em 6 de novembro de 2019.
Sua ordenação episcopal ocorreu no dia 29 de dezembro de 2019 na Catedral Metropolitana de Fortaleza. Sendo, ordenante principal, o arcebispo de Fortaleza, Dom José Antonio Aparecido Tosi Marques, e os co-ordenantes Dom Santiago Sánchez, OAR, bispo prelado de Lábrea e Dom João Muniz Alvez, OFM, bispo de Xingu-Altamira.